# Dux

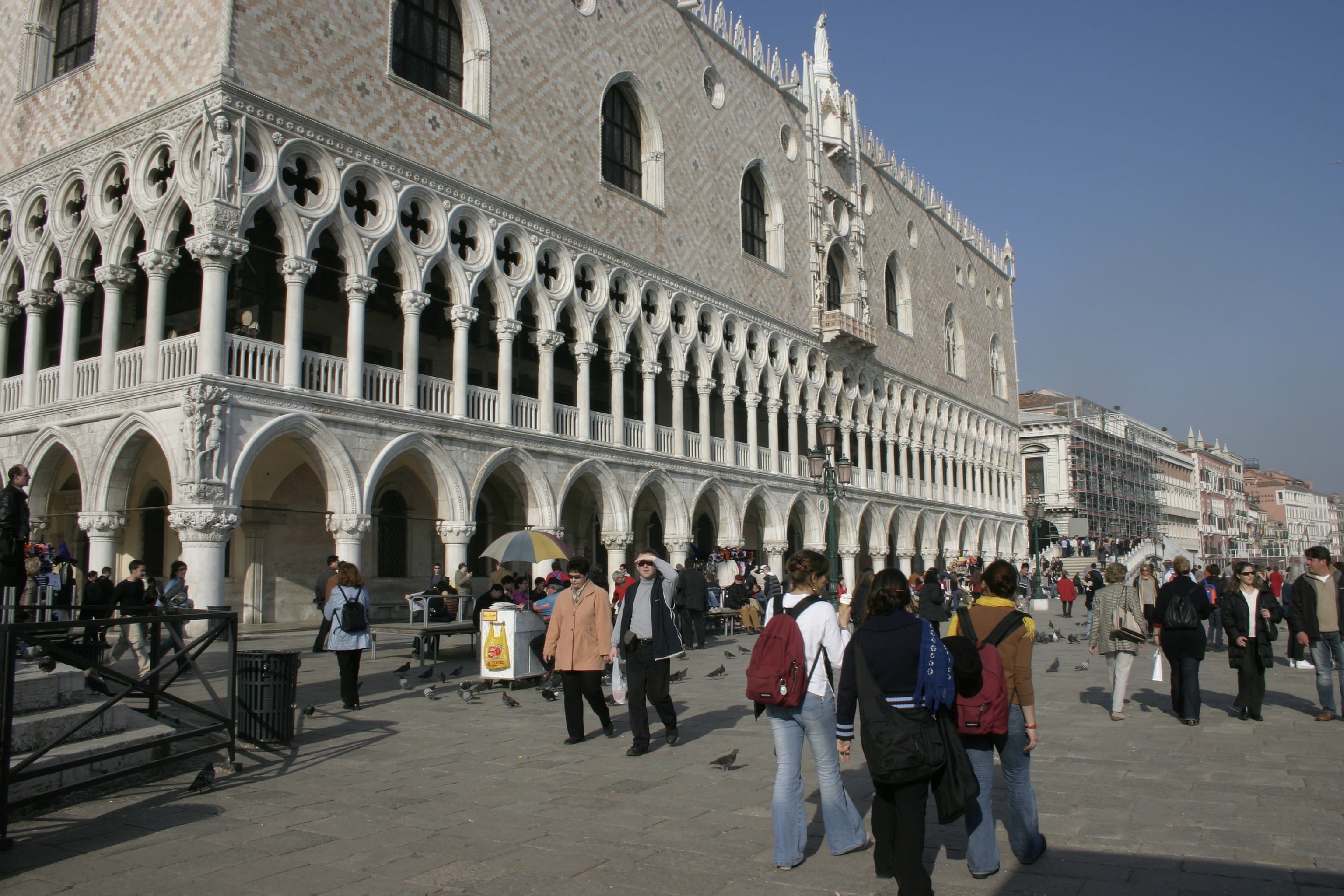
Palacio ducal de Venecia, residencia del dux de Venecia

El dux (en latín: dux, «líder») o dogo (del italiano doge, adaptación del veneciano doxe, y este a su vez del latín dux) era el magistrado supremo y máximo dirigente de las repúblicas marítimas de Venecia y Génova.
Los dos términos utilizados para designar a este cargo, dux y dogo, provienen del latín dux, «líder», título que se aplicó en el Bajo Imperio romano a aquellas personas que ocupaban un alto cargo cívico-militar en las provincias.
El cargo de dux tiene su origen en la Venecia bizantina. Tradicionalmente se consideraba a Paolo Lucio Anafesto como el primer dux de Venecia (desde 697), sin embargo, su existencia es dudosa. El primero habría sido entonces Orso Ipato (desde 726), a quien León III, emperador de Bizancio, concedió el título de hypatus. Este título era adaptado en la Italia medieval como «cónsul» o «dux».
El cargo en Génova se creó mucho tiempo después, en 1339, cuando Simón Boccanegra fue elegido dux vitalicio.
El cargo de dux fue abolido por Napoleón Bonaparte tanto en Venecia como en Génova cuando ambas repúblicas fueron conquistadas por los ejércitos franceses en 1797.